# Wapen van Hellendoorn

Het wapen van de gemeente Hellendoorn

Het wapen van Hellendoorn is het gemeentelijke wapen van de Overijsselse gemeente Hellendoorn. Het wapen werd met het Koninklijk Besluit op 2 maart 1999 aan de gemeente verleend. De omschrijving luidt:
"In azuur een hert van goud, klimmende tegen een vlierboom van hetzelfde, beide geplaatst op een grasgrond van sinopel. Het schild gedekt met een gouden kroon van drie bladeren en twee parels"

## Geschiedenis
De bouw van de Statenzaal van het voormalige gouvernementsgebouw van de Provincie Overijssel te Zwolle vormde voor Hellendoorn en veel andere Overijsselse gemeenten aanleiding een gemeentewapen aan te vragen. In het gebouw bevindt zich een raam met alle gemeentewapens van de provincie.
Volgens 19e-eeuwse naamkundigen was de naam Hellendoorn afgeleid van een oud dialectwoord: Holunder dat "Vlier" zou betekenen. De andere verklaring zou zijn dat hert en vlier veelvuldig voorkomen op het grondgebied van de gemeente. Wapenkundigen Victor de Stuers en F.A. Hoefer ontwierpen een blauw wapenschild met daarop een vlierboom en een klimmend gouden hert. Het ontwerp zou daarmee deels een sprekend wapen zijn. Het was de wens van de gemeenteraad om de vlierboom te wijzigen in een doornstruik. "Hellendoorn" zou volgens een raadslid meer lijken op een "Witte doorn", daarnaast zou het wapen sprekende karakter van het wapen versterkt worden. Desalniettemin werd op 20 juli 1898 het ontwerp ongewijzigd goedgekeurd door de gemeenteraad. 
Op 1 november 1898 werd het wapen volgens Koninklijk Besluit verleend aan de gemeente, met de volgende beschrijving:
"In azuur een hert van goud, klimmende tegen een vlierboom van hetzelfde, beiden geplaatst op een grasgrond van sinopel."
In 1999 werd het wapen op verzoek van de gemeente gewijzigd. Sinds dat jaar draagt het schild een gravenkroon.

## Afbeelding

Wapen van 1 november 1898